# 莫高窟
座標: 北緯40度02分14秒 東経94度48分15秒 / 北緯40.03722度 東経94.80417度
莫高窟（ばっこうくつ、拼音: Mògāo kū）は中華人民共和国甘粛省敦煌市の近郊にある仏教遺跡。千仏洞（せんぶつどう、拼音: Qiānfó dòng）・敦煌石窟（とんこうせっくつ、拼音: Dūnhuáng shíkū）とも。
4世紀から約千年間、元の時代に至るまで彫り続けられた。大小492の石窟に彩色塑像と壁画が保存されており、仏教美術として世界最大の規模を誇る。1900年に敦煌文書が発見されたことでも有名。1961年に中華人民共和国の全国重点文物保護単位に、1987年にユネスコの世界遺産（文化遺産）に登録された。雲崗石窟、龍門洞窟とともに「中国三大石窟」のひとつに数えられる。

## 歴史

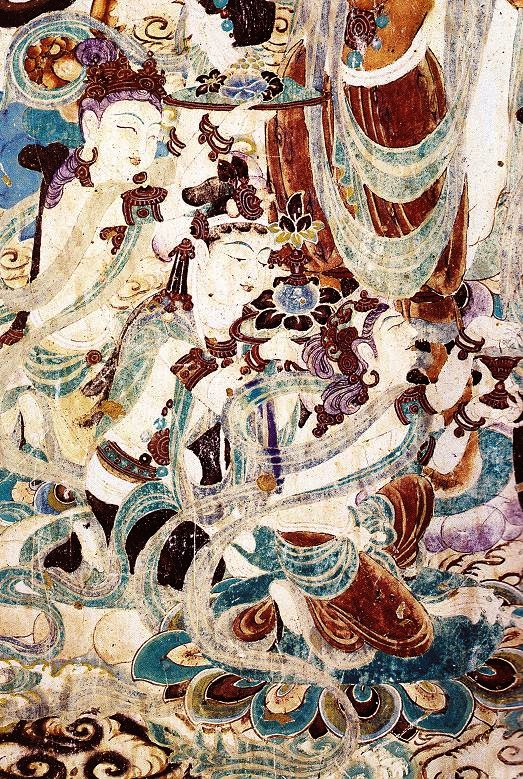
文殊菩薩と維摩居士の対面、159窟

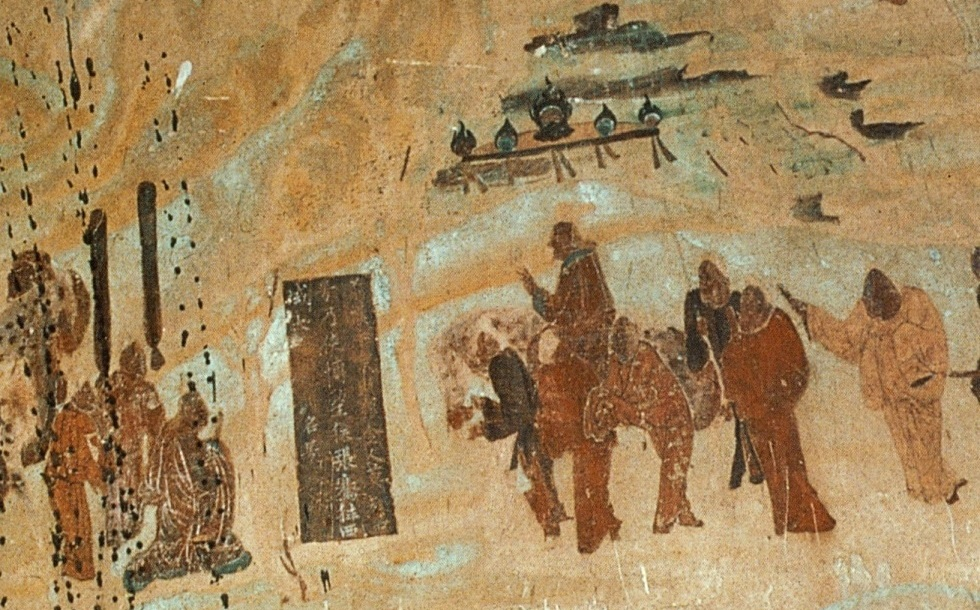
張騫の西征

敦煌市の東南25kmに位置する鳴沙山（めいささん）の東の断崖に南北に1,600mに渡って掘られた莫高窟・西千仏洞・安西楡林窟・水峡口窟など600あまりの洞窟があり、その中に2400余りの仏塑像が安置されている。壁には一面に壁画が描かれ、総面積は45,000平方メートルになる。敦煌石窟・敦煌千仏洞と言った場合、広義ではこの全てを含むことになるが、歴史・規模・内容全てに渡って莫高窟が圧倒しているために敦煌石窟・敦煌千仏洞と言った場合でも莫高窟のことを指すのが普通である。
作られ始めたのは五胡十六国時代に敦煌が前秦の支配下にあった時期の355年あるいは366年とされる。仏教僧・楽僔（らくそん、僔は人偏に尊）が彫り始めたのが最初であり、その次に法良、その後の元代に至るまで1000年に渡って彫り続けられた。現存する最古の窟には5世紀前半にここを支配した北涼の時代の弥勒菩薩像があるが、両脚を交差させているのは中央アジアからの影響を示している。それ以前のものは後世に新たに掘った際に潰してしまったようである。窟のうち、北部は工人の住居となっており、ここには仏像や壁画は無い。
壁画の様式としては五胡十六国北涼、続く北魏時代には西方の影響が強く、仏伝・本生譚・千仏などが描かれ、北周・隋唐時代になると中国からの影響が強くなり、『釈迦説法図』などが描かれるようになる。期間的に最も長い唐がやはり一番多く225の窟が唐代のものと推定され、次に多いのが隋代の97である。北宋から西夏支配期に入ると、敦煌の価値が下落したことで数も少なくなり西夏代のものは20、次の元代の物は7と推定されている。この頃になると敦煌はまったくの寂れた都市となっており、特に1372年に完成した嘉峪関を設置以降、関の外に置かれた莫高窟は忘れられた存在となる。
この莫高窟が再び注目を浴びるのが、1900年に王円籙が敦煌文書を発見したことによってである。アメリカのラングドン・ウォーナーが調査のために莫高窟を訪れたのは1924年だが、探検隊が壁画を剥ぎ取ったあとがある。詳しくは敦煌文書の項を参照。しかしその後も莫高窟自体にはあまり注目が集まらず、その価値が認められ、保護が行き届くようになるのは中華人民共和国成立以後のこととなる。

## 世界遺産
ユネスコ文化遺産の登録基準をすべて満たしている（他には、ヴェネツィアとその潟。また単純な文化遺産としてみた場合、自然遺産との複合では泰山が文化遺産の基準のすべてに加えて自然遺産の条件をひとつ満たしている）。

### 登録基準
この世界遺産は世界遺産登録基準のうち、以下の条件を満たし、登録された（以下の基準は世界遺産センター公表の登録基準からの翻訳、引用である）。
- (1) 人類の創造的才能を表現する傑作。
- (2) ある期間を通じてまたはある文化圏において、建築、技術、記念碑的芸術、都市計画、景観デザインの発展に関し、人類の価値の重要な交流を示すもの。
- (3) 現存するまたは消滅した文化的伝統または文明の、唯一のまたは少なくとも稀な証拠。
- (4) 人類の歴史上重要な時代を例証する建築様式、建築物群、技術の集積または景観の優れた例。
- (5) ある文化（または複数の文化）を代表する伝統的集落、あるいは陸上ないし海上利用の際立った例。もしくは特に不可逆的な変化の中で存続が危ぶまれている人と環境の関わりあいの際立った例。
- (6) 顕著で普遍的な意義を有する出来事、現存する伝統、思想、信仰または芸術的、文学的作品と直接にまたは明白に関連するもの（この基準は他の基準と組み合わせて用いるのが望ましいと世界遺産委員会は考えている）。

## 見学
見学はすべて日時予約制となっている。旅行代理店での予約やネット等の事前予約（中国語）を行わない場合、チケットは市街地にある「敦煌市区莫高窟参観予約售票中心（敦煌市街莫高窟参観予約チケットセンター）」か、市街地と敦煌駅の間にある「莫高窟数学展示中心（莫高窟デジタル展示センター）」でのみ発売している。チケットは通常期と12月1日から3月末日までの閑散期でコース内容や価格が異なる。また、外国人で英語や日本語等のガイドが付く場合は、通年1人あたり20元のガイド代がプラスされる。もちろん外国人が中国語ガイドを選択することもできる。外国語ガイドの付く見学の予約可能時間は回数が限られている。特に通常期は当日予約ではほとんどの時間が予約済みとなっていることがある。特にAコースは1日6,000人限定であるためピーク時には早くから売り切れることがある。
- コース内容と価格は2019年のもの
- 通常期（1回予約すると、次回は1ヶ月以上間隔を空けなくてはならない）
  - Aコース（1日6,000人限定）238元・「莫高窟数学展示中心」で2種類の映画を見たあと専用バスで莫高窟に行き、一般窟のうちの8箇所を見学したあと、陳列館を見学後専用バスで「莫高窟数学展示中心」に戻り解散
  - Bコース（1日12,000人限定）100元・「莫高窟数学展示中心」では映画を見ずに専用バスで莫高窟に行き、一般窟のうちの4箇所を見学したあと、陳列館を見学後専用バスで「莫高窟数学展示中心」に戻り解散
  - Cコース 50元・「莫高窟数学展示中心」で2種類の映画を見るが、莫高窟には行かない
- 閑散期（空いているので、予約回数等に制限はない）
  - Dコース 140元・「莫高窟数学展示中心」で2種類の映画を見たあと専用バスで莫高窟に行き、一般窟のうちの12箇所を見学したあと、陳列館を見学後専用バスで「莫高窟数学展示中心」に戻り解散
  - Eコース 100元・「莫高窟数学展示中心」では映画を見ずに専用バスで莫高窟に行き、一般窟のうちの12箇所を見学したあと、陳列館を見学後専用バスで「莫高窟数学展示中心」に戻り解散
  - Fコース 50元・「莫高窟数学展示中心」で2種類の映画を見るが、莫高窟には行かない

見学は予約時間にまず「莫高窟数学展示中心」に行くことからスタートするが、ここへは市街地の「敦煌賓館（敦煌ホテル）」の南側から出る敦煌駅・敦煌空港行きの12路バスで向かうか、タクシーを使うことになる。「莫高窟数学展示中心」で映画を見るコースでは、敦煌と莫高窟の歴史を紹介する立体映画「千年莫高」と莫高窟の壁画を紹介する全天周映画の「夢幻仏宮」という2種類の映画を見たあとに莫高窟に専用バスで向かうことになる。「莫高窟数学展示中心」には莫高窟の特別窟のレプリカもあり、莫高窟に行かないコースの観客には貴重な存在である。莫高窟では中国人は中国語ガイドに、外国人はそれぞれ予約した言語の外国語ガイドに連れられて、石窟の見学をする。40ほどある一般窟のうちどの石窟を見学するかは、ガイドがその時の各一般窟の混雑状況などを勘案して決定し、旅客側に決定権はないが、16・17窟（蔵経洞）や96窟（大仏殿）はほぼ見学する。基本料金で見学できる石窟の他に、1箇所あたり100元から500元の別料金で「特別窟」と呼ばれる有名な石窟が10箇所ある。石窟の見学後にガイドから離れて石窟文物保護研究陳列センター、敦煌蔵経洞陳列館、敦煌研究院院史陳列館、敦煌研究院美術館を見学後に専用バスで「莫高窟数学展示中心」に戻って解散となる。

## 関連文献
約百数十冊あり、以下に挙げているのはごく一部である。
- 東山健吾　『敦煌三大石窟　莫高窟・西千仏洞・楡林窟』　講談社選書メチエ、1996年
- 長澤和俊　『敦煌　歴史と文化』　レグルス文庫・第三文明社
- 松岡譲　『敦煌物語』　講談社学術文庫、新版平凡社、2003年
- 中野美代子　『敦煌ものがたり』　中公文庫、初版集英社
- 陳舜臣　『敦煌の旅』　新版たちばな出版、1970年代の紀行、第3回大佛次郎賞受賞
- 樊錦詩・劉永増『敦煌石窟　精選50窟鑑賞ガイド　莫高窟・楡林窟・西千仏洞』　文化出版局、2003年
- 大橋一章　『図説敦煌　仏教美術の宝庫莫高窟』＜ふくろうの本＞ 河出書房新社、2000年
- 末森薫　『敦煌莫高窟と千仏図　規則性がつくる宗教空間』法蔵館、2020年